# DK Recycling und Roheisen GmbH
DK Recycling und Roheisen, раніше Дуйсбургер купферхютте (нім. Duisburger Kupferhütte) — підприємство чорної металургії у місті Дуйсбург в Німеччині. В минулому також значне підприємство кольорової промисловості. Засноване 1876 року. На сьогоднішній день (2020) підприємство позиціонує себе як найбільшого у світі переробника відходів чорної металургії та лідера європейського ринку ливарного чавуну. Розташоване на березі Рейну, в окрузі Хохфельд (Hochfeld) району Мітте (Mitte) міста Дуйсбурга.

## Історія
Завод засновано у 1876 році під назвою «Дуйсбургер купферхютте» (Дуйсбурзький мідяний завод) внаслідок об'єднання 10 підприємств хімічної промисловості. Основним завданням підприємства було проведення централізованої переробки відходів.

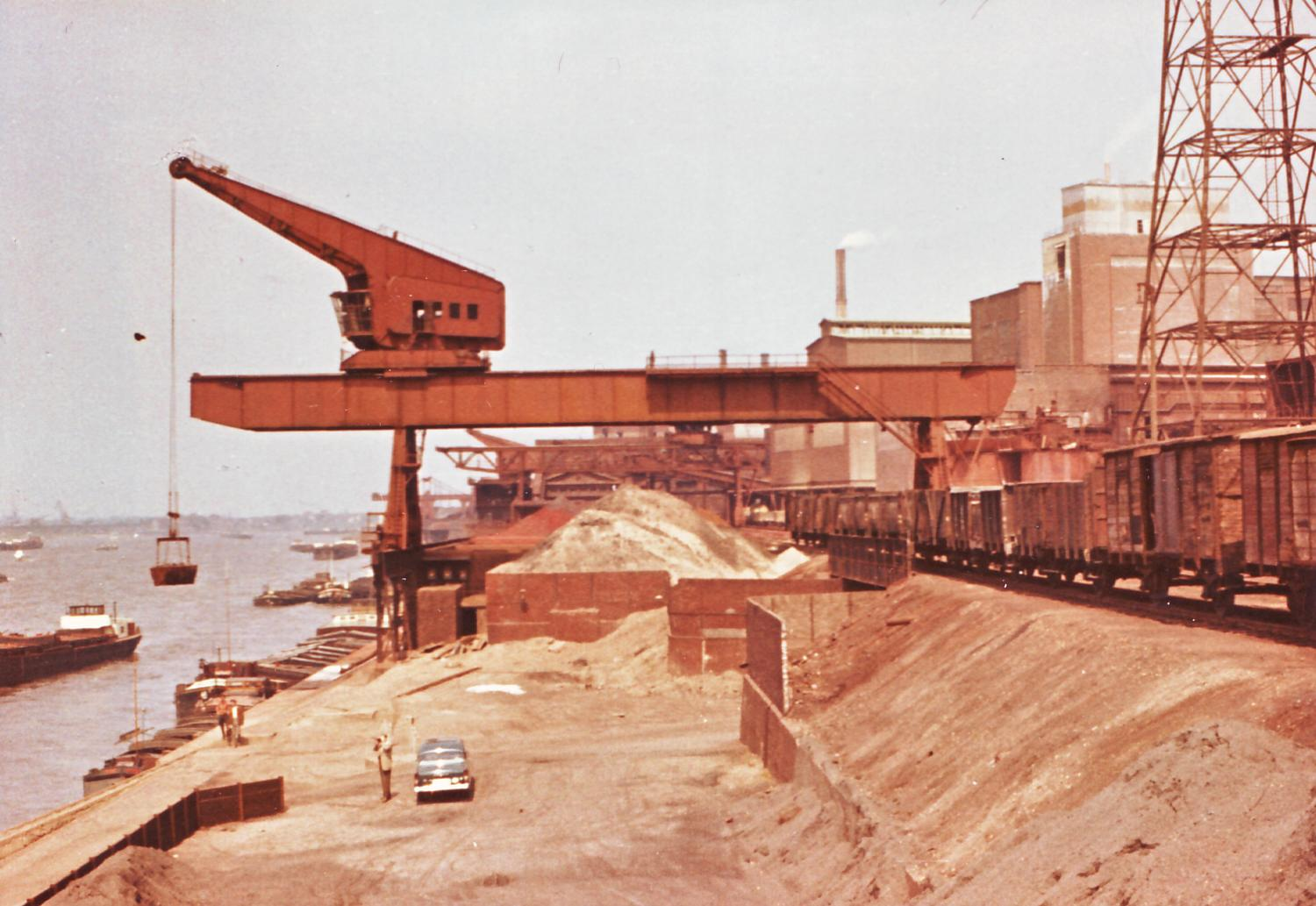
Заводський порт у 1960 році.

У 1960-х роках завод відносився до найбільших підприємств ФРН, що займалися переробкою міді. Завод переробляв відходи виробництва, що містили залізо та незначну кількість кольорових матеріалів, які накопичувались у результаті виробництва сірчаної кислоти з піритів. Завод виробляв мідь, цинк, свинець, кадмій та чавун. Піритні недогарки є продуктом обпалення пірита, або сірчаного колчедану FeS 2 , при виробництві сірчаної кислоти. В процесі цього обпалення залізо окислюється до Fe2O3 і Fe3O4, а сірка видаляється з газами. Недогарки містять до 48 — 51 % Fe і тому можуть бути використані у доменній плавці як замінник залізної руди. Вони також містять дорогоцінні й рідкісни метали і з них одержують також і ці метали. Завод працював на недогарках мідевмісних піритів Норвегії, Іспанії і Португалії. Ці пірити перероблялися на сірчану кислоту у 7 країнах Європи, а недогарки постачалися у Дуйсбург, де перероблялися майже цілком, даючи мідь і ливарний чавун, а також сульфат натрію.
Оскільки хімічна промисловість остаточно перевела виробництво сірчаної кислоти з піритів на елементарну сірку, процес переробки піритних недогарків на заводі більше не використовується. Завод припинив виробництво кольорових металів, однак доменний цех продовжив роботу для виробництва ливарного чавуну.

## Сучасний стан
На заводі працюють 2 доменних печі об'ємами 460 м³ і 580 м³. Річна продуктивність заводу у 2017 році становила 300 000 т чавуну на рік. Завод спеціалізується на переробці відходів чорної металургії, переробляючи до 500000 т відходів на рік.